# 슈바르츠바르트 재판

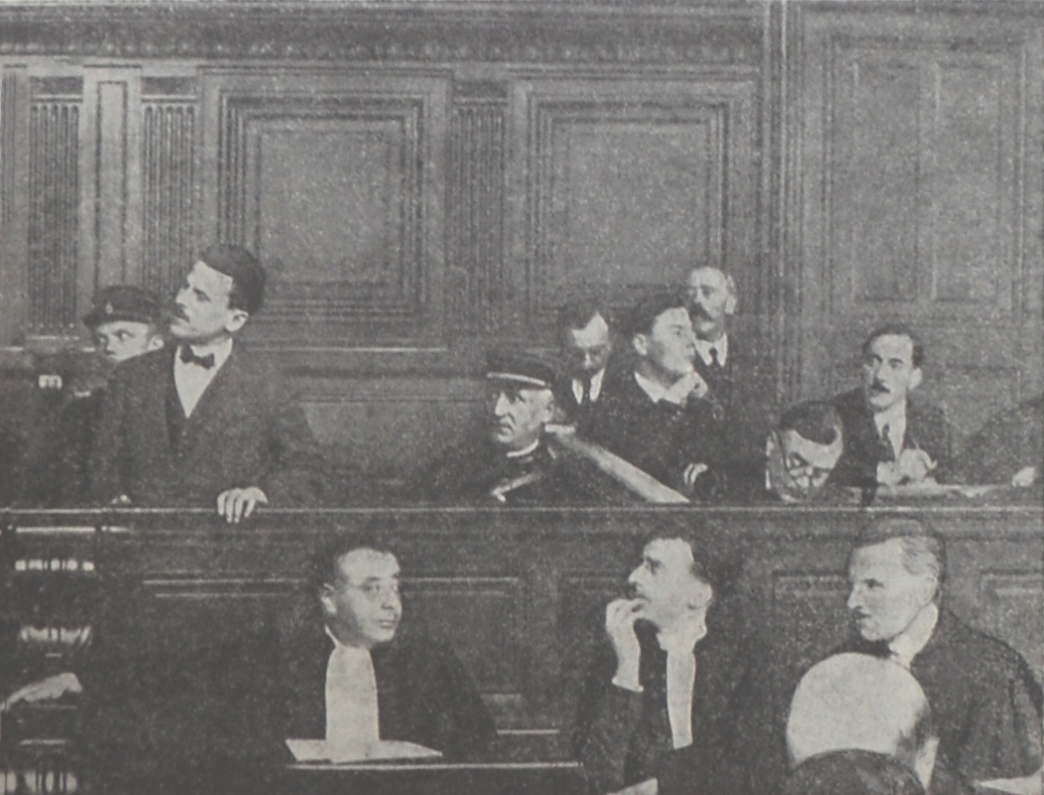
법정에서 연설하는 사무일 슈바르츠바르트. 그 아래의 사람은 그의 변호인 앙리 토레스. 1927년 10월.

슈바르츠바르트 재판(우크라이나어: Процес Шварцбарда)은 1927년 프랑스 공화국에서 벌어진 센세이쇼날했던 살인사건 재판이다. 우크라이나 유대인 출신의 무정부주의자 사무일 슈바르츠바르트가 우크라이나 민족주의 망명정부 지도자 시몬 페틀류라를 암살한 건이 재판 대상이었다. 피고 슈바르츠바르트가 자신의 범행을 완전히 자백했음에도, 페틀류라가 1919년-1920년 벌어진 우크라이나의 포그롬에 책임이 있고 슈바르츠바르트가 이 때 일가친척 15명을 잃었음이 밝혀지면서 슈바르츠바르트는 솜방망이 처벌을 받았다. 기소측은 슈바르츠바르트가 소련의 요원으로 소련의 지령을 받고 페틀류라를 암살한 것이라고 주장했는데, 오늘날의 우크라이나 현지를 비롯한 일각에서 여전히 그렇게 생각하고 있다. 하지만 이는 보편적으로 받아들여지는 생각은 아니다.
1921년 아르메니아인 집단살해에 대한 책임을 물어 메흐메트 탈라트 파샤를 살해한 소고몬 테흘리리안 역시 비슷한 이유로 무죄를 선고받았다.

## 암살
1919년, 우크라이나 남부에서 그리고리 코톱스키가 이끄는 볼셰비키파 조직인 우크라이나 혁명분란군(RIAU)에 속해 활동하던 사무일 슈바르츠바르트는, 오데사에서 벌어진 포그롬으로 일가친척 15명이 죽었다는 소식을 듣게 된다. 슈바르츠바르트는 당시 우크라이나 인민공화국 총재정부 수반이었던 시몬 페틀류라에게 그 책임이 있다고 생각했다.
슈바르츠바르트가 자서전에서 밝힌 바에 따르면, 1924년 파리로 온 직후부터 그는 페틀류라의 암살을 계획하기 시작했다. 페틀류라가 유제프 피우수트스키와 함께 찍은 사진이 라루스 백과사전에 실린 것을 보고 페틀류라를 얼굴을 알게 되었다.
1926년 5월 25일 14시 12분, 파리 라탱구의 생미셸 대로 근교 라신가에서 걸어가고 있던 페틀류라에게 접근한 슈바르츠바르트는 그에게 우크라이나어로 “페틀류라 씨입니까?”라고 물었다. 페틀류라는 말 없이 지팡이를 들어올려 대답했다. 슈바르츠바르트는 페틀류라에게 다섯 번 총을 쏘았고, 페틀류라가 땅바닥에 쓰러진 뒤 두 발을 더 쏘았다. 경찰이 출동해 당신이 그런 것이냐고 묻자 슈바르츠바르트는 “내가 이 큰 암살범을 죽였다”고 말했다.
슈바르츠바르트는 파리에 망명 중이던 우크라이나인 아나키스트 네스토르 마흐노에게 찾아가 "조언"을 구했으나 마흐노는 오히려 슈바르츠바르트를 말렸다. 하지만 슈바르츠바르트는 자신이 병에 걸려 죽어가고 있으니 페틀류라를 저승길 동무로 삼아야겠다며 뜻을 굽히지 않았다.
프랑스 첩보당국은 슈바르츠바르트가 파리에 나타났을 때부터 그를 요주의 인물로 사찰했고, 그가 볼셰비키들과 접촉하고 다니는 것도 알고 있었다. 이후 재판이 진행될 때는 독일 첩보당국에서 불가리아인 볼셰비키이자 당시 재불 소련 대사였던 크리스티안 라콥스키가 슈바르츠바르트에게 지령을 내렸을 것이라는 주장을 프랑스측에 전했다. 기소측에서는 이 모든 과정을 중간에서 중개한 것이 1925년 8월 8일 프랑스에 입국하여 슈바르츠바르트와 접촉을 유지하던 GPU 요원 미하일 볼로딘이라고 주장했다.

## 재판
슈바르츠바르트는 자수했고 현생범으로 체포되었다.
재판은 10월 18일부터 개시되었다. 피고측 변호인단의 수석변호인은 앙리 토레스였다. 토레스는 드레퓌스 사건 당시 "인권민권방어동맹"을 설립했던 이사야 르바일랑의 손자였다. 토레스는 그전에도 부에나벤투라 두루티, 에르네스토 보노미니 등의 무정부주의자들을 변호한 전력이 있는, 프랑스에서 대표적인 좌익 법조인이었고, 또한 파리 주재 소련 영사의 대변자였다.
기소는 공공법정위원회가 꾸려져서 수행했으며, 올렉산드르 슐힌(전 우크라이나 외무장관), 뱌체슬라프 프로코포비치 등 프랑스에 망명한 우크라이나 정치인들이 다수 참여했다. 위원회는 70여 명의 목격자를 모았고, 우크라이나 인민군 장성이었던 미하일로 오멜랴노비치파블렌코, 브세볼로드 페트로프, A. 체르냡스키의 서면 증언도 받았다. 르노(Reynaud) 기소관이 기소위원회에서 프랑스를 대표했다. 한편 페틀류라의 아내 올가와 동생 오스카르가 민사소송을 걸었으며, 알베르 빌름과 세자르 캉팽시가 유가족 측 변호인으로 참여했다. 캉팽시가 기소측 변호인단 중 수석변호인이었다. 그리고 폴란드에서 온 법조인 체스와프 포즈난스키가 그들을 지원했다.
피고측 변호는 슈바르츠바르트의 살인은 포그롬의 죄값을 단죄하기 위한 것임을 입증하는 것을 골자로 했다. 한편 기소측은 (형사 및 민사 양면에서) 페틀류라가 포그롬의 책임자가 아님과, 슈바르츠바르트가 소련측 요원임을 입증하려 했다.
양쪽 모두 많은 증인들을 소환했고, 그 중에는 역사적 저명인물이나 역사학자들도 다수 포함되어 있었다.
공판은 8일간 계속되었다.
슈바르츠바르트는 프랑스 형법전 295조, 296조, 297조, 298조, 302조를 위반한 혐의로 기소되었다. 모두 사전계획한 모살에 대해 적용되며, 죄값은 사형으로 다스리는 조항들이었다.
기소측 심문에 대한 첫 증언을 슈바르츠바르트는 제대로 해내지 못했다. 그는 러시아(1906년), 오스트리아(1908년), 헝가리(1909년)에서 왜 수감생활을 했냐는 질문에 거짓말을 하거나 애매하게 대답했다. 연령과 출생지, 그리고 오스트리아에서 강도죄로 두 차례 기소되었다는 점에 대해서도 거짓말을 했다. 러시아 내전 때 붉은 군대에서 복무했던 사실도 속이고 케렌스키 편에서 싸웠다고 거짓말을 했다.
기소측 증인으로 파블로 샨드룩, 미콜라 샤포발, 올렉산드르 슐힌 등 우크라이나인 망명객들이 여러 명 출두했다. 또한 페틀류라와 총재정부가 반유대주의 폭동을 막기 위해 노력했다는 내용의 문서도 200건 이상 제출되었다. E. 돕콥스키는 국가정치총국(GPU) 요원 미하일 볼로딘이 많은 돈을 가지고 접근해왔고, 암살을 거들었다고 자신에게 말했다는 내용의 20쪽짜리 증언을 읽었다.
한편 피고측에서는 덴마크 적십자에서 일하다가 프로스쿠리우 포그롬을 겪고 살아남은 하이아 그렌베르(당시 29세)를 증인으로 신청했다. 그렌베르는 페틀류라가 포그롬에 참여했다는 말은 한 마디도 하지 않았지만, 포그롬을 수행한 병사들 몇 명의 이름을 댔으며, 그 병사들이 자신들은 페틀류라의 지휘를 받는다고 말했다고 증언했다. 토레스는 80여명의 증인을 준비해 두었지만 그들을 신청하기를 포기하고, 대신 프랑스 혁명 정신에 호소하는 연설을 하는 도박수를 두었다.

## 판결
슈바르츠바르트는 형사는 무죄를 선고받았고, 민사는 페틀류라의 아내와 동생에게 각각 1 프랑씩 보상하라는 판결을 받았다.
『타임』은 이 재판의 결과가 전 유럽의 이목을 집중시켰으며, 유대인들이 이 재판을 페틀류라 독재정권 하에서 자기 종교의 신자들에게 가해진 공포의 증거를 세우는 일로 받아들이고 있다고 보도했다. 급진주의자들은 슈바르츠바르트의 무죄 판결에 기뻐했지만, 보수주의자들은 정의가 무시되고 프랑스 사법부의 공정성이 훼손되었다고 여겼다.

## 언론 보도
당시 프랑스 언론은 법정이 열리기 전부터 재판 관련 소식을 소상하게 전했다. 슈바르츠바르트의 살인을 전하는 각 언론의 논조는 순전히 그 언론의 정치성향에 따라 정해졌고, 다음과 같이 세 갈래로 나뉘었다.
1. 유대인들에게 가해진 포그롬을 강조하며 슈바르츠바르트의 정당성을 승인하고, 오히려 살인 피해자가 피고라고 여긴 쪽. (대표적으로 공산주의 신문 L'Humanité)
2. 법정을 정확하게 관찰해서 전달하는 것에 머무르고 의견은 아예 내지 않거나 매우 조심스럽게 내보낸 쪽. (Le Temps, L'Ere Nouvelle, Le Petit Parisien)
3. 스바르츠바르트의 범행을 분명히 부정적인 것으로 규정하고 그를 볼셰비키 끄나풀로 취급한 쪽. (L'Intransigeant, L'Echo de Paris, L'Action Française)

당시 프랑스 정부는 그렇지 않아도 이미 험악하던 소련과의 관계가 더 악화될 것을 우려해서 이 사건이 관심을 받는 것을 원하지 않았다.

## 후처리
슈바르츠바르트 재판 이후 앙리 토레스는 프랑스에서 가장 유망한 법조인으로 떠올랐으며, 정치적 사안에도 계속 개입했다. 슈바르츠바르트는 영국 위임통치령 팔레스타인으로 이민가고자 했지만 영국에서 그에게 사증을 주지 않았다. 1933년 미국으로 갔다가 1937년 남아프리카로 갔고 1938년 3월 3일 케이프타운에서 죽었다. 1967년 그 시신이 이스라엘로 이장되었다.